# ヴェニアミン・ソルダテンコ
ヴェニアミン・ソルダテンコ（ロシア語: Вениамин Васильевич Солдатенко、ローマ字: Veniamin Vasilievich Soldatenko、1939年1月4日 - 2023年7月16日（訃報発表日））は、ソビエト連邦の陸上競技選手。50km競歩を得意とした選手で、1972年ミュンヘンオリンピックの銀メダリストである。カザフ・ソビエト社会主義共和国北カザフスタン州出身。

## 経歴
ソルダテンコは、1962年に陸上競技を始め、1967年にソ連のナショナルチーム入りを果たした。1969年にはアテネで開催されたヨーロッパ選手権の50km競歩で、東ドイツのクリストフ・ヘーネ、ペーター・ゼルツァーに次いで3位となり表彰台に立った。2年後の1971年のヨーロッパ選手権では、ヘーネ、ゼルツァーを下し金メダルを獲得。ヨーロッパの頂点に立つ。
初めてのオリンピック出場となった1972年ミュンヘンオリンピックでは、3時間58分24秒で西ドイツのベルント・カンネンベルクに次いで銀メダルを獲得。しかし、4年後のモントリオールオリンピックでは、得意の50km競歩が正式種目から外れてしまったことからオリンピックへの出場を果たせなかった。オリンピックの代わりに、この年スウェーデンのマルメにおいて1回限りで開催された50km競歩の世界選手権では、3時間54分40秒で、メキシコのエンリケ・ヴェラらをおさえて、世界チャンピオンに輝いている。
1978年のプラハで開催されたヨーロッパ選手権では、スペインのホルヘ・リョパルトらを下し2大会ぶりの表彰台に立つ。1980年モスクワオリンピックで、50km競歩は2大会ぶりに正式種目として行われたが、ソルダテンコはこの大会に出場を果たせなかった。
2023年7月16日、死去が報じられた。84歳没。

## 主な実績
| 年   | 大会                 | 場所                     | 種目     | 結果 | 記録           |
| ---- | -------------------- | ------------------------ | -------- | ---- | -------------- |
| 1969 | ヨーロッパ陸上選手権 | アテネ(ギリシャ)         | 50km競歩 | 3位  | 4時間23分04秒8 |
| 1970 | ワールドカップ競歩   | エシュボルン(西ドイツ)   | 50km競歩 | 2位  | 4時間09分52秒  |
| 1971 | ヨーロッパ陸上選手権 | ヘルシンキ(フィンランド) | 50km競歩 | 1位  | 4時間02分22秒0 |
| 1972 | オリンピック         | ミュンヘン(西ドイツ)     | 50km競歩 | 2位  | 3時間58分24秒  |
| 1974 | ヨーロッパ陸上選手権 | ローマ(イタリア)         | 50km競歩 | 5位  | 4時間09分31秒6 |
| 1978 | ヨーロッパ陸上選手権 | プラハ(チェコスロバキア) | 50km競歩 | 2位  | 3時間55分12秒1 |